# NGC 4945
NGC 4945 est une vaste galaxie spirale barrée vue par la tranche et située dans la constellation du Centaure. Sa vitesse par rapport au fond diffus cosmologique est de 808 ± 17 km/s, ce qui correspond à une distance de Hubble de 11,9 ± 0,9 Mpc (∼38,8 millions d'al). NGC 4945 a été découverte par l'astronome écossais James Dunlop en 1826.
NGC 4945 est localisée à seulement 17 minutes d'arc à l'est de l'étoile Xi1 Centauri.
La classe de luminosité de NGC 4945 est III-IV et elle présente une large raie HI. NGC 4945 est une radiogalaxie à spectre continu (Flat-Spectrum Radio Source) et c'est aussi une galaxie active de type Seyfert 2.

## Distance de NGC 4945
Cette galaxie est trop près du Groupe local et on ne peut utiliser le décalage vers le rouge pour déterminer sa distance. Mais, à ce jour, 16 mesures non basées sur le décalage vers le rouge (redshift) donnent une distance de 4,161 ± 0,891 Mpc (∼13,6 millions d'al). Notons que c'est avec la valeur moyenne des mesures indépendantes, lorsqu'elles existent, que la base de données NASA/IPAC calcule le diamètre d'une galaxie.

## Trou noir supermassif
Selon une étude réalisée auprès de 76 galaxies par Alister Graham en 2008, le bulbe central de NGC 4945 renferme un trou noir supermassif dont la masse est estimée à 1,4+1,4
−0,7 x 106 {\displaystyle M_{\odot }}.
Selon les auteurs d'un article publié en 2012, la connaissance de la masse d'un trou noir central et du taux d'accrétion par celui-ci permet d'estimer le taux de formation d'étoiles dans la région centrale des galaxies de type Seyfert. Ce taux pour NGC 4945 serait à l'intérieur et à l'extérieur d'un rayon de 1 kpc respectivement de 0,56 {\displaystyle M_{\odot }}/an  et de 1,1 {\displaystyle M_{\odot }}/an
.

## Supernova
Deux supernovas ont été découvertes dans NGC 4945 : SN 2005AF et SN 2011JA.

### SN 2005AF
Cette supernova a été découverte le 8 février 2005 dans le cadre du projet de recherche CEAMIG/REA (Centro de Estudos Astronômicos de Minas Gerais (pt)) par C. Jacques et E. Pimentel au Brésil. Cette supernova était de type II.

### SN 2011ja
Cette supernova a été découverte le 18 décembre 2011 par l'astronome amateur sud africain Berto Monard. Cette supernova était de type IIP.

## Groupe de Centaurus A
Selon A. M. Garcia, NGC 4945 fait partie du groupe de Centaurus A (NGC 5128 dans l'article de Garcia). Ce groupe de galaxies compte au moins 8 membres. Les autres membres du groupe sont NGC 5128, NGC 5206, NGC 5237, NGC 5408, ESO 270-17, ESO 324-24 et ESO 325-11.

## Galerie

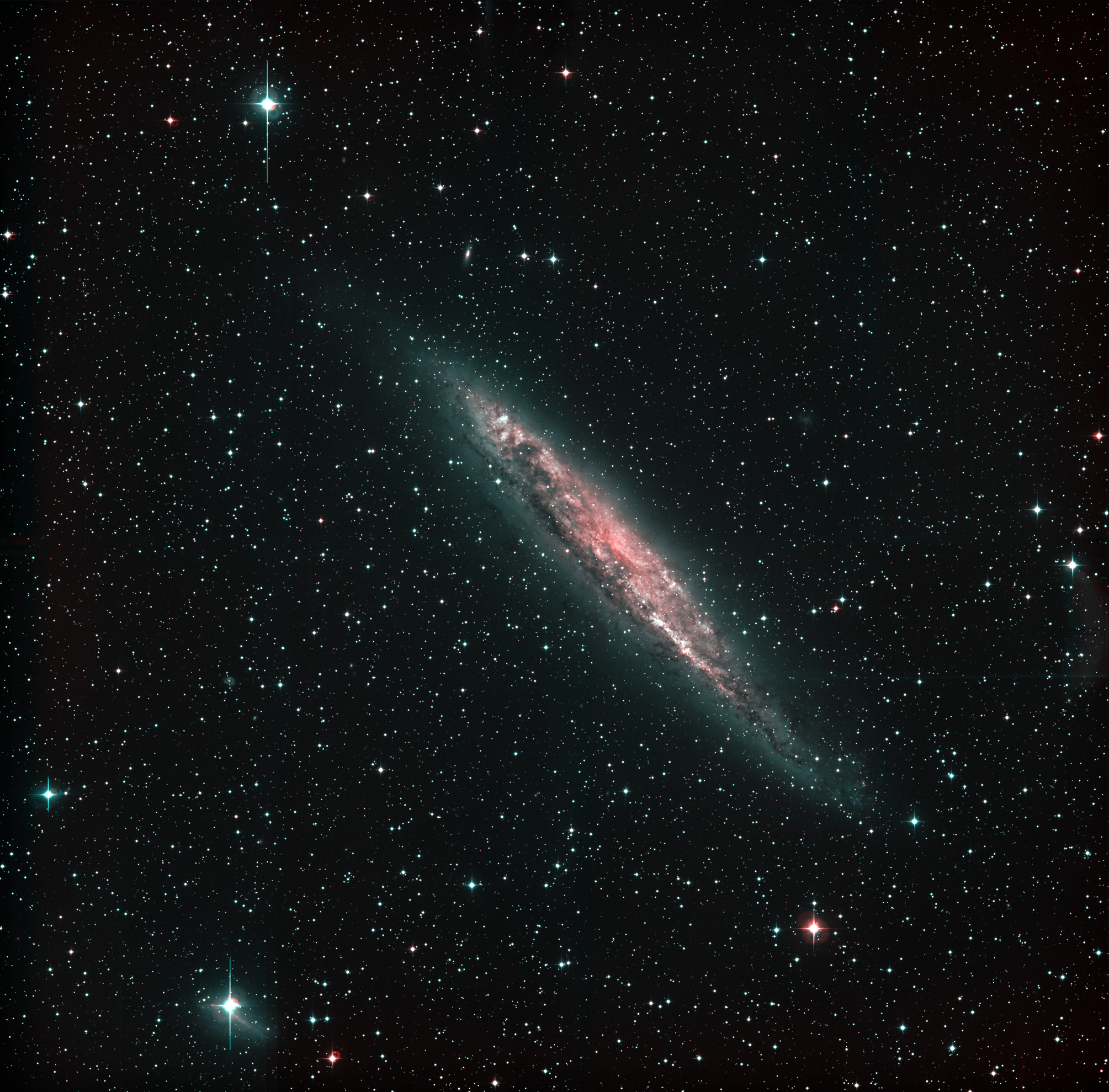
NGC 4945 par l'ESO à l'observatoire de La Silla.
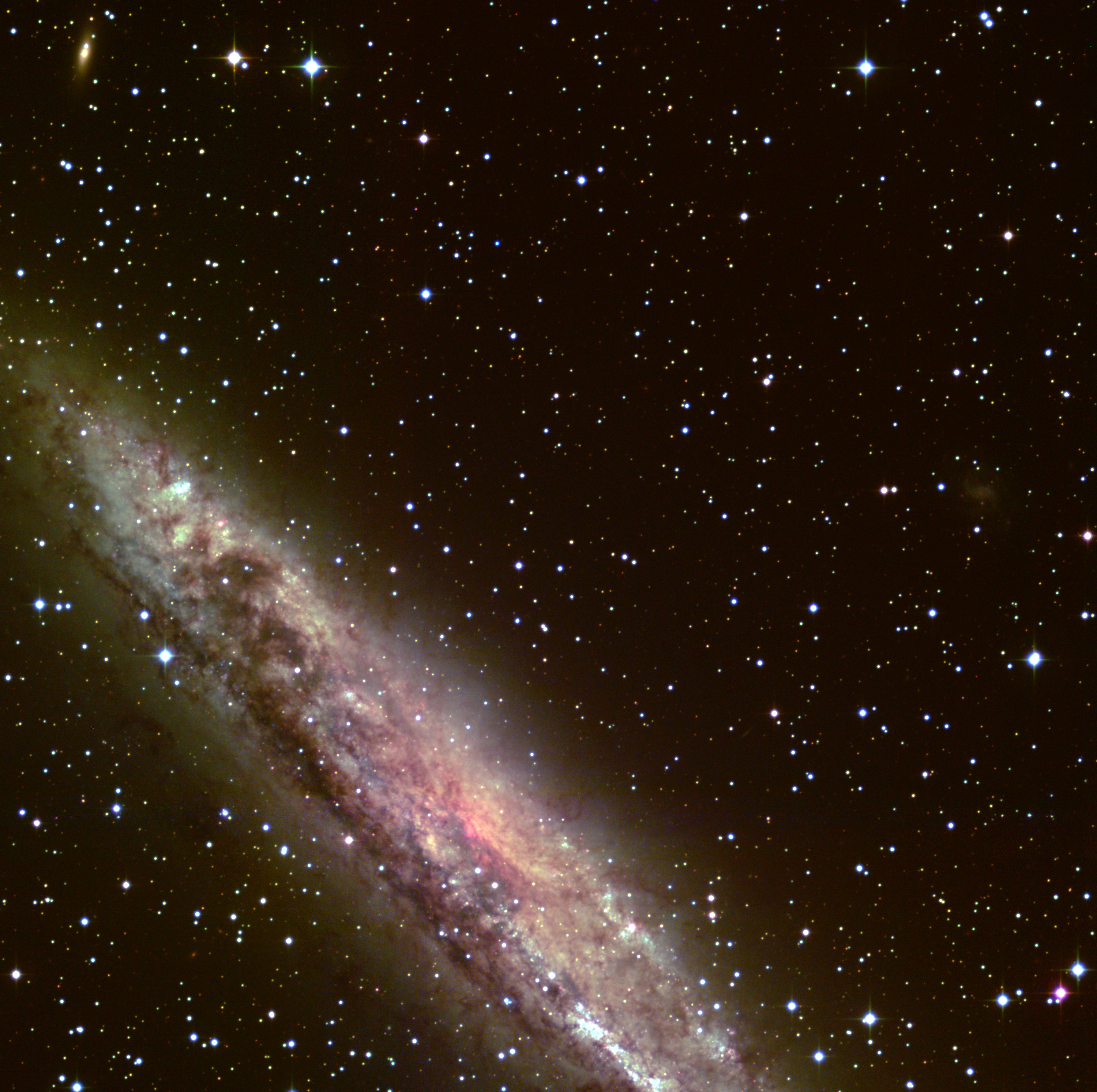
Autre image de NGC 4945 par l'ESO
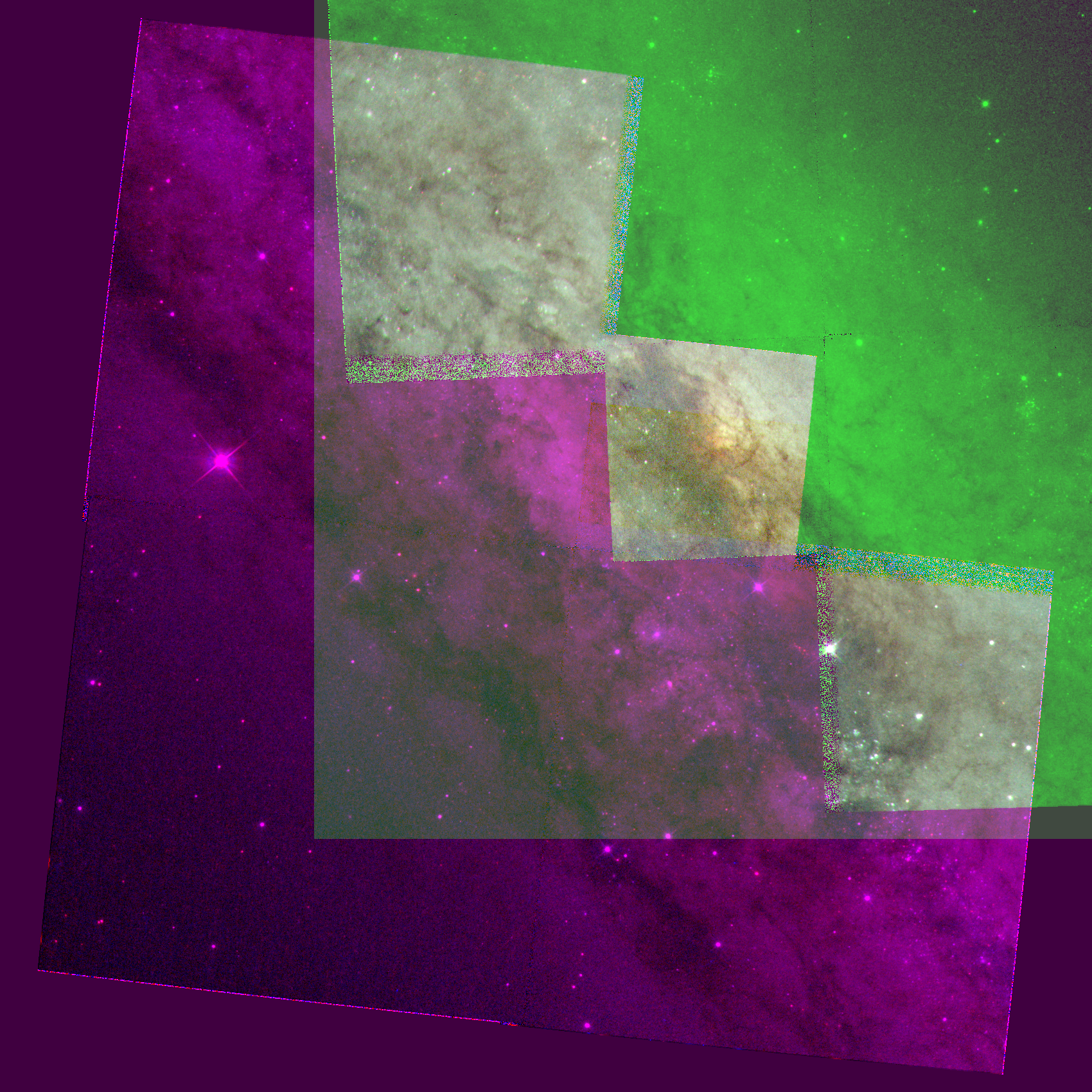
Image réalisée à partir des données disponibles du projet Hubble Legacy Archive.
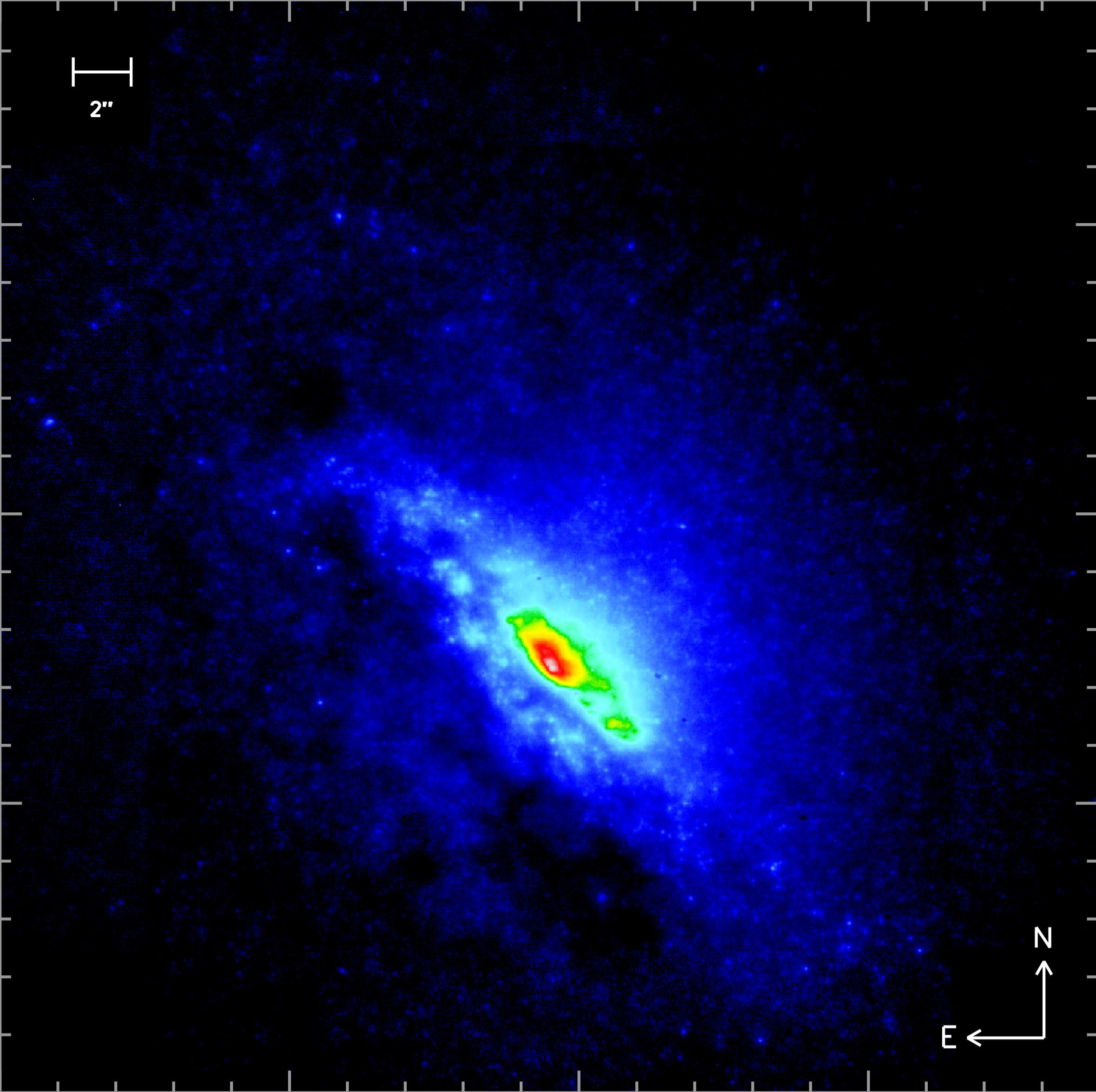
Image dans le domaine de l'infrarouge ayant pour but l'étude du trou noir supermassif au centre de NGC 4945 (ESO).
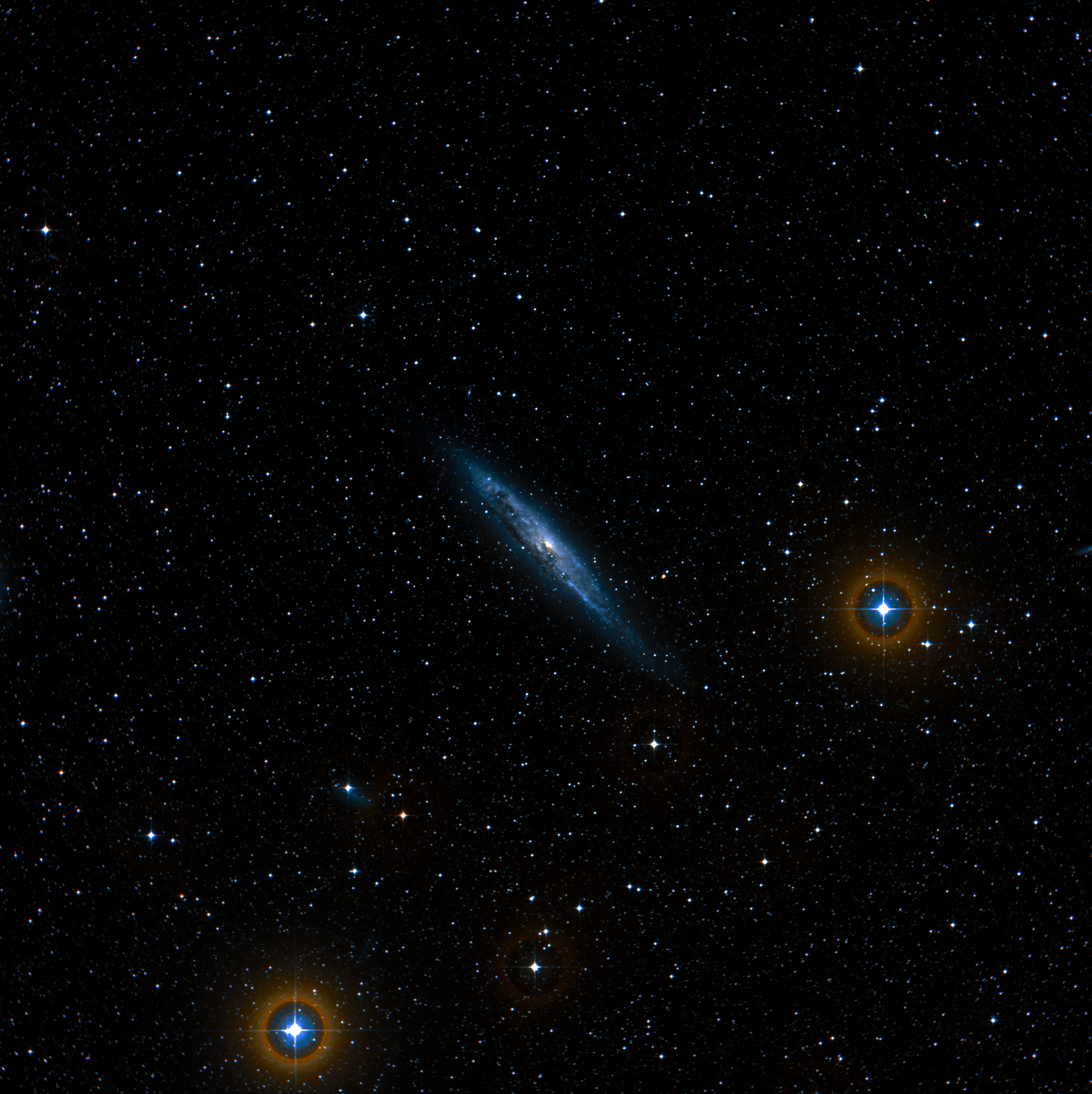
Image à large champ des environs de NGC 4945